# Classique de Saint-Sébastien 2022
La Classique de Saint-Sébastien 2022 est la 41e édition de cette course cycliste masculine sur route. Elle a lieu le 30 juillet 2022 au Pays basque, en Espagne, et fait partie du calendrier UCI World Tour 2022. Elle est remportée par le Belge Remco Evenepoel qui signe une seconde victoire sur cette classique.

## Présentation

### Parcours
Le parcours de 224,8 km est identique à celui de l'édition précédente. Partant de Saint-Sébastien, la classique comporte six côtes répertoriées, les deux dernières à franchir étant la côte d'Erlaitz (3,8 km à une moyenne de 10,6 %) à 43 km du terme et le mur de Murgil-Tontorra (2,1 km à une moyenne de 10,1 %) dont le sommet se situe à 8 km de la ligne d'arrivée tracée sur le boulevard Helmuga-Meta de Saint-Sébastien.

### Équipes
La Classique de Saint-Sébastien faisant partie du calendrier de l'UCI World Tour, les dix-huit « World Teams » y participent. Six équipes continentales professionnelles sont invitées.
| WorldTeams (18)- AG2R Citroën Team - Astana Qazaqstan Team - Bahrain Victorious - Bora-Hansgrohe - Cofidis - EF Education-EasyPost - Groupama-FDJ - Ineos Grenadiers - Intermarché-Wanty-Gobert Matériaux - Israel-Premier Tech - Jumbo-Visma - Lotto-Soudal - Movistar Team - Quick-Step Alpha Vinyl - BikeExchange-Jayco - Team DSM - Trek-Segafredo - UAE Team Emirates ProTeams (5)- Burgos-BH - Caja Rural-Seguros RGA - Euskaltel-Euskadi - Equipo Kern Pharma - TotalEnergies |
| |

### Favoris
Les principaux candidats à la victoire pourraient être les Italiens Alberto Bettiol (EF Education) et Vincenzo Nibali (Astana), le Français David Gaudu (Groupama FDJ), le Belge Remco Evenepoel (Quick-Step Alpha Vinyl), vainqueur en 2019, les Slovènes Tadej Pogačar (UAE Emirates) et  Matej Mohorič (Bahrain Victorious), l'Australien Michael Matthews (Bike Exchange), le Portugais João Almeida (UAE Emirates), l'Américain Neilson Powless (EF Education), vainqueur de l'édition précédente, les Britanniques Simon Yates (BikeExchange) et Geraint Thomas (Ineos Grenadiers), le Néerlandais Bauke Mollema (Trek Segafredo) et les Espagnols Carlos Rodríguez (Ineos Grenadiers), Alejandro Valverde (Movitar) et Mikel Landa (Bahrain Victorious).

## Déroulement de la course
La course se joue dans la montée de la côte d'Erlaitz. Remco Evenepoel accélère en tête de course à 45,9 km de l'arrivée. Le seul Simon Yates parvient à suivre le sillage du Belge pendant encore 1 300 m avant d'être à son tour distancé. Evenepoel franchit le sommet d'Erlaitz avec 41 secondes d'avance sur un petit groupe de chasse. Il augmente son avance dans la descente puis aussi dans la dernière montée  du mur de Murgil-Tontorra pour devancer sur la ligne d'arrivée son premier poursuivant Pavel Sivakov de presque deux minutes.

## Classement final
| \| Classement général \| Classement général \| Classement général \| Classement général \| Classement général \| \| Coureur \| Coureur \| Pays \| Équipe \| Temps \| \| ------------------ \| ------------------ \| ------------------ \| ---------------------------------- \| ------------------ \| \| 1er \| Remco Evenepoel \| Belgique \| Quick-Step Alpha Vinyl \| 5 h 31 min 44 s \| \| 2e \| Pavel Sivakov \| France \| Ineos Grenadiers \| + 1 min 58 s \| \| 3e \| Tiesj Benoot \| Belgique \| Jumbo-Visma \| + 2 min 31 s \| \| 4e \| Bauke Mollema \| Pays-Bas \| Trek-Segafredo \| + 3 min 11 s \| \| 5e \| Carlos Rodríguez \| Espagne \| Ineos Grenadiers \| + 3 min 11 s \| \| 6e \| Simon Yates \| Royaume-Uni \| BikeExchange-Jayco \| + 3 min 28 s \| \| 7e \| Toms Skujiņš \| Lettonie \| Trek-Segafredo \| + 4 min 09 s \| \| 8e \| Mattias Skjelmose \| Danemark \| Trek-Segafredo \| + 4 min 09 s \| \| 9e \| Rigoberto Urán \| Colombie \| EF Education-EasyPost \| + 4 min 09 s \| \| 10e \| Lorenzo Rota \| Italie \| Intermarché-Wanty-Gobert Matériaux \| + 4 min 09 s \| |                   |             |                                    |                 |
| |                   |             |                                    |                 |
| Source : ProCyclingStats |                   |             |                                    |                 |
| Classement général |                   |             |                                    |                 |
| Coureur | Coureur           | Pays        | Équipe                             | Temps           |
| 1er | Remco Evenepoel   | Belgique    | Quick-Step Alpha Vinyl             | 5 h 31 min 44 s |
| 2e | Pavel Sivakov     | France      | Ineos Grenadiers                   | + 1 min 58 s    |
| 3e | Tiesj Benoot      | Belgique    | Jumbo-Visma                        | + 2 min 31 s    |
| 4e | Bauke Mollema     | Pays-Bas    | Trek-Segafredo                     | + 3 min 11 s    |
| 5e | Carlos Rodríguez  | Espagne     | Ineos Grenadiers                   | + 3 min 11 s    |
| 6e | Simon Yates       | Royaume-Uni | BikeExchange-Jayco                 | + 3 min 28 s    |
| 7e | Toms Skujiņš      | Lettonie    | Trek-Segafredo                     | + 4 min 09 s    |
| 8e | Mattias Skjelmose | Danemark    | Trek-Segafredo                     | + 4 min 09 s    |
| 9e | Rigoberto Urán    | Colombie    | EF Education-EasyPost              | + 4 min 09 s    |
| 10e | Lorenzo Rota      | Italie      | Intermarché-Wanty-Gobert Matériaux | + 4 min 09 s    |

## Liste des participants
| EF Education-EasyPost EFE | EF Education-EasyPost EFE   | EF Education-EasyPost EFE |
| ------------------------- | --------------------------- | ------------------------- |
| Num                       | Coureur                     | Pos                       |
| 1                         | Alberto Bettiol (ITA)       | AB                        |
| 2                         | Jonathan Caicedo (ECU)      | 37e                       |
| 3                         | Esteban Chaves (COL)        | 20e                       |
| 4                         | Odd Christian Eiking (NOR)  | AB                        |
| 5                         | Ruben Guerreiro (POR)       | AB                        |
| 6                         | Merhawi Kudus (ERI) (route) | AB                        |
| 7                         | Rigoberto Urán (COL)        | 9e                        |

| Ineos Grenadiers IGD | Ineos Grenadiers IGD           | Ineos Grenadiers IGD |
| -------------------- | ------------------------------ | -------------------- |
| Num                  | Coureur                        | Pos                  |
| 11                   | Jonathan Castroviejo (ESP)     | AB                   |
| 12                   | Tao Geoghegan Hart (GBR)       | 57e                  |
| 13                   | Daniel Martínez (COL)          | AB                   |
| 14                   | Brandon Rivera (COL)           | 35e                  |
| 15                   | Carlos Rodríguez (ESP) (route) | 5e                   |
| 16                   | Pavel Sivakov (FRA)            | 2e                   |
| 17                   | Cameron Wurf (AUS)             | AB                   |

| Quick-Step Alpha Vinyl QST | Quick-Step Alpha Vinyl QST | Quick-Step Alpha Vinyl QST |
| -------------------------- | -------------------------- | -------------------------- |
| Num                        | Coureur                    | Pos                        |
| 21                         | Remco Evenepoel (BEL)      | 1er                        |
| 22                         | Mattia Cattaneo (ITA)      | AB                         |
| 23                         | Mikkel Honoré (DEN)        | AB                         |
| 24                         | James Knox (GBR)           | AB                         |
| 25                         | Fausto Masnada (ITA)       | 50e                        |
| 26                         | Pieter Serry (BEL)         | AB                         |
| 27                         | Jannik Steimle (GER)       | AB                         |

| UAE Team Emirates UAD | UAE Team Emirates UAD      | UAE Team Emirates UAD |
| --------------------- | -------------------------- | --------------------- |
| Num                   | Coureur                    | Pos                   |
| 31                    | Tadej Pogačar (SLO)        | AB                    |
| 32                    | João Almeida (POR) (route) | AB                    |
| 33                    | Juan Ayuso (ESP)           | AB                    |
| 34                    | George Bennett (NZL)       | 13e                   |
| 35                    | Rui Costa (POR)            | 44e                   |
| 36                    | Ryan Gibbons (RSA)         | AB                    |
| 37                    | Jan Polanc (SLO)           | AB                    |

| Bahrain Victorious TBV | Bahrain Victorious TBV        | Bahrain Victorious TBV |
| ---------------------- | ----------------------------- | ---------------------- |
| Num                    | Coureur                       | Pos                    |
| 41                     | Matej Mohorič (SLO)           | AB                     |
| 42                     | Yukiya Arashiro (JPN) (route) | AB                     |
| 43                     | Gino Mäder (SUI)              | 29e                    |
| 44                     | Santiago Buitrago (COL)       | AB                     |
| 45                     | Wout Poels (NED)              | AB                     |
| 46                     | Luis León Sánchez (ESP)       | AB                     |
| 47                     | Hermann Pernsteiner (AUT)     | 56e                    |

| Intermarché-Wanty-Gobert Matériaux IWG | Intermarché-Wanty-Gobert Matériaux IWG | Intermarché-Wanty-Gobert Matériaux IWG |
| -------------------------------------- | -------------------------------------- | -------------------------------------- |
| Num                                    | Coureur                                | Pos                                    |
| 51                                     | Jan Bakelants (BEL)                    | 31e                                    |
| 52                                     | Théo Delacroix (FRA)                   | AB                                     |
| 54                                     | Corné van Kessel (NED)                 | AB                                     |
| 55                                     | Simone Petilli (ITA)                   | AB                                     |
| 56                                     | Domenico Pozzovivo (ITA)               | 23e                                    |
| 57                                     | Lorenzo Rota (ITA)                     | 10e                                    |

| Trek-Segafredo TFS | Trek-Segafredo TFS      | Trek-Segafredo TFS |
| ------------------ | ----------------------- | ------------------ |
| Num                | Coureur                 | Pos                |
| 61                 | Bauke Mollema (NED)     | 4e                 |
| 62                 | Julien Bernard (FRA)    | AB                 |
| 63                 | Dario Cataldo (ITA)     | AB                 |
| 64                 | Kenny Elissonde (FRA)   | 60e                |
| 65                 | Juan Pedro López (ESP)  | AB                 |
| 66                 | Mattias Skjelmose (DEN) | 8e                 |
| 67                 | Toms Skujiņš (LAT)      | 7e                 |

| Jumbo-Visma TJV | Jumbo-Visma TJV        | Jumbo-Visma TJV |
| --------------- | ---------------------- | --------------- |
| Num             | Coureur                | Pos             |
| 71              | Tiesj Benoot (BEL)     | 3e              |
| 72              | Timo Roosen (NED)      | AB              |
| 74              | Chris Harper (AUS)     | 42e             |
| 75              | Robert Gesink (NED)    | 53e             |
| 76              | Lennard Hofstede (NED) | AB              |
| 77              | Tom Dumoulin (NED)     | AB              |

| BikeExchange-Jayco BEX | BikeExchange-Jayco BEX | BikeExchange-Jayco BEX |
| ---------------------- | ---------------------- | ---------------------- |
| Num                    | Coureur                | Pos                    |
| 81                     | Simon Yates (GBR)      | 6e                     |
| 82                     | Jan Maas (NED)         | AB                     |
| 83                     | Michael Matthews (AUS) | AB                     |
| 84                     | Callum Scotson (AUS)   | AB                     |
| 85                     | Tsgabu Grmay (ETH)     | 55e                    |
| 86                     | Dion Smith (NZL)       | AB                     |
| 87                     | Nick Schultz (AUS)     | AB                     |

| Lotto-Soudal LTS | Lotto-Soudal LTS         | Lotto-Soudal LTS |
| ---------------- | ------------------------ | ---------------- |
| Num              | Coureur                  | Pos              |
| 91               | Carlos Barbero (ESP)     | AB               |
| 92               | Matthew Holmes (GBR)     | AB               |
| 93               | Andreas Kron (DEN)       | AB               |
| 94               | Harry Sweeny (AUS)       | 49e              |
| 95               | Maxim Van Gils (BEL)     | AB               |
| 96               | Viktor Verschaeve (BEL)  | AB               |
| 97               | Xandres Vervloesem (BEL) | AB               |

| Astana Qazaqstan Team AST | Astana Qazaqstan Team AST   | Astana Qazaqstan Team AST |
| ------------------------- | --------------------------- | ------------------------- |
| Num                       | Coureur                     | Pos                       |
| 101                       | Vincenzo Nibali (ITA)       | 21e                       |
| 102                       | Simone Velasco (ITA)        | 27e                       |
| 103                       | Stefan de Bod (RSA)         | 15e                       |
| 104                       | Vadim Pronskiy (KAZ)        | 54e                       |
| 105                       | Manuele Boaro (ITA)         | AB                        |
| 106                       | Aleksandr Riabushenko (BLR) | AB                        |
| 107                       | Yuriy Natarov (KAZ)         | AB                        |

| Cofidis COF | Cofidis COF            | Cofidis COF |
| ----------- | ---------------------- | ----------- |
| Num         | Coureur                | Pos         |
| 111         | Ion Izagirre (ESP)     | AB          |
| 112         | Sander Armée (BEL)     | AB          |
| 113         | Rubén Fernández (ESP)  | AB          |
| 114         | Simon Geschke (GER)    | AB          |
| 115         | José Herrada (ESP)     | AB          |
| 116         | Guillaume Martin (FRA) | 18e         |
| 117         | Davide Villella (ITA)  | 43e         |

| Movistar Team MOV | Movistar Team MOV        | Movistar Team MOV |
| ----------------- | ------------------------ | ----------------- |
| Num               | Coureur                  | Pos               |
| 121               | Alejandro Valverde (ESP) | AB                |
| 122               | Jorge Arcas (ESP)        | AB                |
| 123               | Gorka Izagirre (ESP)     | 30e               |
| 124               | Antonio Pedrero (ESP)    | 19e               |
| 125               | Alex Aranburu (ESP)      | AB                |
| 126               | Carlos Verona (ESP)      | AB                |
| 127               | José Joaquín Rojas (ESP) | AB                |

| AG2R Citroën Team ACT | AG2R Citroën Team ACT        | AG2R Citroën Team ACT |
| --------------------- | ---------------------------- | --------------------- |
| Num                   | Coureur                      | Pos                   |
| 131                   | Mikaël Cherel (FRA)          | 39e                   |
| 132                   | Lilian Calmejane (FRA)       | AB                    |
| 133                   | Clément Berthet (FRA)        | 14e                   |
| 134                   | Jaakko Hänninen (FIN)        | 28e                   |
| 135                   | Aurélien Paret-Peintre (FRA) | AB                    |
| 136                   | Paul Lapeira (FRA)           | AB                    |
| 137                   | Clément Champoussin (FRA)    | 26e                   |

| Team DSM DSM | Team DSM DSM               | Team DSM DSM |
| ------------ | -------------------------- | ------------ |
| Num          | Coureur                    | Pos          |
| 141          | Chris Hamilton (AUS)       | 24e          |
| 142          | Søren Kragh Andersen (DEN) | AB           |
| 143          | Romain Combaud (FRA)       | AB           |
| 144          | Mark Donovan (GBR)         | 34e          |
| 145          | Leon Heinschke (GER)       | AB           |
| 146          | Casper Pedersen (DEN)      | AB           |
| 147          | Martijn Tusveld (NED)      | AB           |

| Equipo Kern Pharma EKP | Equipo Kern Pharma EKP | Equipo Kern Pharma EKP |
| ---------------------- | ---------------------- | ---------------------- |
| Num                    | Coureur                | Pos                    |
| 151                    | Urko Berrade (ESP)     | 46e                    |
| 152                    | Roger Adrià (ESP)      | 11e                    |
| 153                    | José Félix Parra (ESP) | AB                     |
| 154                    | Ibon Ruiz (ESP)        | AB                     |
| 155                    | Eugenio Sánchez (ESP)  | AB                     |
| 156                    | Pau Miquel (ESP)       | 47e                    |
| 157                    | Igor Arrieta (ESP)     | AB                     |

| Israel-Premier Tech IPT | Israel-Premier Tech IPT  | Israel-Premier Tech IPT |
| ----------------------- | ------------------------ | ----------------------- |
| Num                     | Coureur                  | Pos                     |
| 161                     | Patrick Bevin (NZL)      | AB                      |
| 162                     | Carl Fredrik Hagen (NOR) | 22e                     |
| 163                     | Daryl Impey (RSA)        | 45e                     |
| 164                     | Guy Niv (ISR)            | AB                      |
| 165                     | James Piccoli (CAN)      | AB                      |
| 166                     | Omer Goldstein (ISR)     | AB                      |

| Groupama-FDJ GFC | Groupama-FDJ GFC            | Groupama-FDJ GFC |
| ---------------- | --------------------------- | ---------------- |
| Num              | Coureur                     | Pos              |
| 171              | David Gaudu (FRA)           | AB               |
| 172              | Matthieu Ladagnous (FRA)    | AB               |
| 174              | Rudy Molard (FRA)           | 12e              |
| 175              | Sébastien Reichenbach (SUI) | 25e              |
| 176              | Michael Storer (AUS)        | AB               |
| 177              | Lars van den Berg (NED)     | 33e              |

| Caja Rural-Seguros RGA CJR | Caja Rural-Seguros RGA CJR | Caja Rural-Seguros RGA CJR |
| -------------------------- | -------------------------- | -------------------------- |
| Num                        | Coureur                    | Pos                        |
| 181                        | Mikel Nieve (ESP)          | 58e                        |
| 182                        | Jonathan Lastra (ESP)      | 16e                        |
| 183                        | Fernando Barceló (ESP)     | AB                         |
| 184                        | Orluis Aular (VEN) (route) | AB                         |
| 185                        | Jon Barrenetxea (ESP)      | AB                         |
| 186                        | Jhojan García (COL)        | AB                         |
| 187                        | Joel Nicolau (ESP)         | 17e                        |

| Euskaltel-Euskadi EUS | Euskaltel-Euskadi EUS       | Euskaltel-Euskadi EUS |
| --------------------- | --------------------------- | --------------------- |
| Num                   | Coureur                     | Pos                   |
| 191                   | Xabier Mikel Azparren (ESP) | AB                    |
| 192                   | Antonio Angulo (ESP)        | 51e                   |
| 193                   | Mikel Iturria (ESP)         | AB                    |
| 194                   | Mikel Bizkarra (ESP)        | 48e                   |
| 195                   | Ibai Azurmendi (ESP)        | AB                    |
| 196                   | Txomin Juaristi (ESP)       | AB                    |
| 197                   | Unai Iribar (ESP)           | AB                    |

| Bora-Hansgrohe BOH | Bora-Hansgrohe BOH          | Bora-Hansgrohe BOH |
| ------------------ | --------------------------- | ------------------ |
| Num                | Coureur                     | Pos                |
| 201                | Jai Hindley (AUS)           | AB                 |
| 202                | Matteo Fabbro (ITA)         | AB                 |
| 203                | Emanuel Buchmann (GER)      | 41e                |
| 204                | Wilco Kelderman (NED)       | 36e                |
| 205                | Patrick Konrad (AUT)        | AB                 |
| 206                | Maximilian Schachmann (GER) | AB                 |

| Burgos-BH BBH | Burgos-BH BBH            | Burgos-BH BBH |
| ------------- | ------------------------ | ------------- |
| Num           | Coureur                  | Pos           |
| 211           | Ander Okamika (ESP)      | 52e           |
| 212           | Daniel Navarro (ESP)     | AB            |
| 213           | Pelayo Sánchez (ESP)     | AB            |
| 214           | Adrià Moreno (ESP)       | 59e           |
| 215           | José Manuel Díaz (ESP)   | 38e           |
| 216           | Óscar Cabedo (ESP)       | AB            |
| 217           | Victor Langellotti (MON) | AB            |

| TotalEnergies TEN | TotalEnergies TEN        | TotalEnergies TEN |
| ----------------- | ------------------------ | ----------------- |
| Num               | Coureur                  | Pos               |
| 221               | Cristian Rodríguez (ESP) | AB                |
| 222               | Jérémy Cabot (FRA)       | AB                |
| 223               | Víctor de la Parte (ESP) | 40e               |
| 224               | Fabien Grellier (FRA)    | AB                |
| 225               | Alan Jousseaume (FRA)    | 32e               |
| 226               | Pierre Latour (FRA)      | AB                |
| 227               | Paul Ourselin (FRA)      | AB                |

| EF Education-EasyPost EFE | EF Education-EasyPost EFE   | EF Education-EasyPost EFE |
| ------------------------- | --------------------------- | ------------------------- |
| Num                       | Coureur                     | Pos                       |
| 1                         | Alberto Bettiol (ITA)       | AB                        |
| 2                         | Jonathan Caicedo (ECU)      | 37e                       |
| 3                         | Esteban Chaves (COL)        | 20e                       |
| 4                         | Odd Christian Eiking (NOR)  | AB                        |
| 5                         | Ruben Guerreiro (POR)       | AB                        |
| 6                         | Merhawi Kudus (ERI) (route) | AB                        |
| 7                         | Rigoberto Urán (COL)        | 9e                        |

| Ineos Grenadiers IGD | Ineos Grenadiers IGD           | Ineos Grenadiers IGD |
| -------------------- | ------------------------------ | -------------------- |
| Num                  | Coureur                        | Pos                  |
| 11                   | Jonathan Castroviejo (ESP)     | AB                   |
| 12                   | Tao Geoghegan Hart (GBR)       | 57e                  |
| 13                   | Daniel Martínez (COL)          | AB                   |
| 14                   | Brandon Rivera (COL)           | 35e                  |
| 15                   | Carlos Rodríguez (ESP) (route) | 5e                   |
| 16                   | Pavel Sivakov (FRA)            | 2e                   |
| 17                   | Cameron Wurf (AUS)             | AB                   |

| Quick-Step Alpha Vinyl QST | Quick-Step Alpha Vinyl QST | Quick-Step Alpha Vinyl QST |
| -------------------------- | -------------------------- | -------------------------- |
| Num                        | Coureur                    | Pos                        |
| 21                         | Remco Evenepoel (BEL)      | 1er                        |
| 22                         | Mattia Cattaneo (ITA)      | AB                         |
| 23                         | Mikkel Honoré (DEN)        | AB                         |
| 24                         | James Knox (GBR)           | AB                         |
| 25                         | Fausto Masnada (ITA)       | 50e                        |
| 26                         | Pieter Serry (BEL)         | AB                         |
| 27                         | Jannik Steimle (GER)       | AB                         |

| UAE Team Emirates UAD | UAE Team Emirates UAD      | UAE Team Emirates UAD |
| --------------------- | -------------------------- | --------------------- |
| Num                   | Coureur                    | Pos                   |
| 31                    | Tadej Pogačar (SLO)        | AB                    |
| 32                    | João Almeida (POR) (route) | AB                    |
| 33                    | Juan Ayuso (ESP)           | AB                    |
| 34                    | George Bennett (NZL)       | 13e                   |
| 35                    | Rui Costa (POR)            | 44e                   |
| 36                    | Ryan Gibbons (RSA)         | AB                    |
| 37                    | Jan Polanc (SLO)           | AB                    |

| Bahrain Victorious TBV | Bahrain Victorious TBV        | Bahrain Victorious TBV |
| ---------------------- | ----------------------------- | ---------------------- |
| Num                    | Coureur                       | Pos                    |
| 41                     | Matej Mohorič (SLO)           | AB                     |
| 42                     | Yukiya Arashiro (JPN) (route) | AB                     |
| 43                     | Gino Mäder (SUI)              | 29e                    |
| 44                     | Santiago Buitrago (COL)       | AB                     |
| 45                     | Wout Poels (NED)              | AB                     |
| 46                     | Luis León Sánchez (ESP)       | AB                     |
| 47                     | Hermann Pernsteiner (AUT)     | 56e                    |

| Intermarché-Wanty-Gobert Matériaux IWG | Intermarché-Wanty-Gobert Matériaux IWG | Intermarché-Wanty-Gobert Matériaux IWG |
| -------------------------------------- | -------------------------------------- | -------------------------------------- |
| Num                                    | Coureur                                | Pos                                    |
| 51                                     | Jan Bakelants (BEL)                    | 31e                                    |
| 52                                     | Théo Delacroix (FRA)                   | AB                                     |
| 54                                     | Corné van Kessel (NED)                 | AB                                     |
| 55                                     | Simone Petilli (ITA)                   | AB                                     |
| 56                                     | Domenico Pozzovivo (ITA)               | 23e                                    |
| 57                                     | Lorenzo Rota (ITA)                     | 10e                                    |

| Trek-Segafredo TFS | Trek-Segafredo TFS      | Trek-Segafredo TFS |
| ------------------ | ----------------------- | ------------------ |
| Num                | Coureur                 | Pos                |
| 61                 | Bauke Mollema (NED)     | 4e                 |
| 62                 | Julien Bernard (FRA)    | AB                 |
| 63                 | Dario Cataldo (ITA)     | AB                 |
| 64                 | Kenny Elissonde (FRA)   | 60e                |
| 65                 | Juan Pedro López (ESP)  | AB                 |
| 66                 | Mattias Skjelmose (DEN) | 8e                 |
| 67                 | Toms Skujiņš (LAT)      | 7e                 |

| Jumbo-Visma TJV | Jumbo-Visma TJV        | Jumbo-Visma TJV |
| --------------- | ---------------------- | --------------- |
| Num             | Coureur                | Pos             |
| 71              | Tiesj Benoot (BEL)     | 3e              |
| 72              | Timo Roosen (NED)      | AB              |
| 74              | Chris Harper (AUS)     | 42e             |
| 75              | Robert Gesink (NED)    | 53e             |
| 76              | Lennard Hofstede (NED) | AB              |
| 77              | Tom Dumoulin (NED)     | AB              |

| BikeExchange-Jayco BEX | BikeExchange-Jayco BEX | BikeExchange-Jayco BEX |
| ---------------------- | ---------------------- | ---------------------- |
| Num                    | Coureur                | Pos                    |
| 81                     | Simon Yates (GBR)      | 6e                     |
| 82                     | Jan Maas (NED)         | AB                     |
| 83                     | Michael Matthews (AUS) | AB                     |
| 84                     | Callum Scotson (AUS)   | AB                     |
| 85                     | Tsgabu Grmay (ETH)     | 55e                    |
| 86                     | Dion Smith (NZL)       | AB                     |
| 87                     | Nick Schultz (AUS)     | AB                     |

| Lotto-Soudal LTS | Lotto-Soudal LTS         | Lotto-Soudal LTS |
| ---------------- | ------------------------ | ---------------- |
| Num              | Coureur                  | Pos              |
| 91               | Carlos Barbero (ESP)     | AB               |
| 92               | Matthew Holmes (GBR)     | AB               |
| 93               | Andreas Kron (DEN)       | AB               |
| 94               | Harry Sweeny (AUS)       | 49e              |
| 95               | Maxim Van Gils (BEL)     | AB               |
| 96               | Viktor Verschaeve (BEL)  | AB               |
| 97               | Xandres Vervloesem (BEL) | AB               |

| Astana Qazaqstan Team AST | Astana Qazaqstan Team AST   | Astana Qazaqstan Team AST |
| ------------------------- | --------------------------- | ------------------------- |
| Num                       | Coureur                     | Pos                       |
| 101                       | Vincenzo Nibali (ITA)       | 21e                       |
| 102                       | Simone Velasco (ITA)        | 27e                       |
| 103                       | Stefan de Bod (RSA)         | 15e                       |
| 104                       | Vadim Pronskiy (KAZ)        | 54e                       |
| 105                       | Manuele Boaro (ITA)         | AB                        |
| 106                       | Aleksandr Riabushenko (BLR) | AB                        |
| 107                       | Yuriy Natarov (KAZ)         | AB                        |

| Cofidis COF | Cofidis COF            | Cofidis COF |
| ----------- | ---------------------- | ----------- |
| Num         | Coureur                | Pos         |
| 111         | Ion Izagirre (ESP)     | AB          |
| 112         | Sander Armée (BEL)     | AB          |
| 113         | Rubén Fernández (ESP)  | AB          |
| 114         | Simon Geschke (GER)    | AB          |
| 115         | José Herrada (ESP)     | AB          |
| 116         | Guillaume Martin (FRA) | 18e         |
| 117         | Davide Villella (ITA)  | 43e         |

| Movistar Team MOV | Movistar Team MOV        | Movistar Team MOV |
| ----------------- | ------------------------ | ----------------- |
| Num               | Coureur                  | Pos               |
| 121               | Alejandro Valverde (ESP) | AB                |
| 122               | Jorge Arcas (ESP)        | AB                |
| 123               | Gorka Izagirre (ESP)     | 30e               |
| 124               | Antonio Pedrero (ESP)    | 19e               |
| 125               | Alex Aranburu (ESP)      | AB                |
| 126               | Carlos Verona (ESP)      | AB                |
| 127               | José Joaquín Rojas (ESP) | AB                |

| AG2R Citroën Team ACT | AG2R Citroën Team ACT        | AG2R Citroën Team ACT |
| --------------------- | ---------------------------- | --------------------- |
| Num                   | Coureur                      | Pos                   |
| 131                   | Mikaël Cherel (FRA)          | 39e                   |
| 132                   | Lilian Calmejane (FRA)       | AB                    |
| 133                   | Clément Berthet (FRA)        | 14e                   |
| 134                   | Jaakko Hänninen (FIN)        | 28e                   |
| 135                   | Aurélien Paret-Peintre (FRA) | AB                    |
| 136                   | Paul Lapeira (FRA)           | AB                    |
| 137                   | Clément Champoussin (FRA)    | 26e                   |

| Team DSM DSM | Team DSM DSM               | Team DSM DSM |
| ------------ | -------------------------- | ------------ |
| Num          | Coureur                    | Pos          |
| 141          | Chris Hamilton (AUS)       | 24e          |
| 142          | Søren Kragh Andersen (DEN) | AB           |
| 143          | Romain Combaud (FRA)       | AB           |
| 144          | Mark Donovan (GBR)         | 34e          |
| 145          | Leon Heinschke (GER)       | AB           |
| 146          | Casper Pedersen (DEN)      | AB           |
| 147          | Martijn Tusveld (NED)      | AB           |

| Equipo Kern Pharma EKP | Equipo Kern Pharma EKP | Equipo Kern Pharma EKP |
| ---------------------- | ---------------------- | ---------------------- |
| Num                    | Coureur                | Pos                    |
| 151                    | Urko Berrade (ESP)     | 46e                    |
| 152                    | Roger Adrià (ESP)      | 11e                    |
| 153                    | José Félix Parra (ESP) | AB                     |
| 154                    | Ibon Ruiz (ESP)        | AB                     |
| 155                    | Eugenio Sánchez (ESP)  | AB                     |
| 156                    | Pau Miquel (ESP)       | 47e                    |
| 157                    | Igor Arrieta (ESP)     | AB                     |

| Israel-Premier Tech IPT | Israel-Premier Tech IPT  | Israel-Premier Tech IPT |
| ----------------------- | ------------------------ | ----------------------- |
| Num                     | Coureur                  | Pos                     |
| 161                     | Patrick Bevin (NZL)      | AB                      |
| 162                     | Carl Fredrik Hagen (NOR) | 22e                     |
| 163                     | Daryl Impey (RSA)        | 45e                     |
| 164                     | Guy Niv (ISR)            | AB                      |
| 165                     | James Piccoli (CAN)      | AB                      |
| 166                     | Omer Goldstein (ISR)     | AB                      |

| Groupama-FDJ GFC | Groupama-FDJ GFC            | Groupama-FDJ GFC |
| ---------------- | --------------------------- | ---------------- |
| Num              | Coureur                     | Pos              |
| 171              | David Gaudu (FRA)           | AB               |
| 172              | Matthieu Ladagnous (FRA)    | AB               |
| 174              | Rudy Molard (FRA)           | 12e              |
| 175              | Sébastien Reichenbach (SUI) | 25e              |
| 176              | Michael Storer (AUS)        | AB               |
| 177              | Lars van den Berg (NED)     | 33e              |

| Caja Rural-Seguros RGA CJR | Caja Rural-Seguros RGA CJR | Caja Rural-Seguros RGA CJR |
| -------------------------- | -------------------------- | -------------------------- |
| Num                        | Coureur                    | Pos                        |
| 181                        | Mikel Nieve (ESP)          | 58e                        |
| 182                        | Jonathan Lastra (ESP)      | 16e                        |
| 183                        | Fernando Barceló (ESP)     | AB                         |
| 184                        | Orluis Aular (VEN) (route) | AB                         |
| 185                        | Jon Barrenetxea (ESP)      | AB                         |
| 186                        | Jhojan García (COL)        | AB                         |
| 187                        | Joel Nicolau (ESP)         | 17e                        |

| Euskaltel-Euskadi EUS | Euskaltel-Euskadi EUS       | Euskaltel-Euskadi EUS |
| --------------------- | --------------------------- | --------------------- |
| Num                   | Coureur                     | Pos                   |
| 191                   | Xabier Mikel Azparren (ESP) | AB                    |
| 192                   | Antonio Angulo (ESP)        | 51e                   |
| 193                   | Mikel Iturria (ESP)         | AB                    |
| 194                   | Mikel Bizkarra (ESP)        | 48e                   |
| 195                   | Ibai Azurmendi (ESP)        | AB                    |
| 196                   | Txomin Juaristi (ESP)       | AB                    |
| 197                   | Unai Iribar (ESP)           | AB                    |

| Bora-Hansgrohe BOH | Bora-Hansgrohe BOH          | Bora-Hansgrohe BOH |
| ------------------ | --------------------------- | ------------------ |
| Num                | Coureur                     | Pos                |
| 201                | Jai Hindley (AUS)           | AB                 |
| 202                | Matteo Fabbro (ITA)         | AB                 |
| 203                | Emanuel Buchmann (GER)      | 41e                |
| 204                | Wilco Kelderman (NED)       | 36e                |
| 205                | Patrick Konrad (AUT)        | AB                 |
| 206                | Maximilian Schachmann (GER) | AB                 |

| Burgos-BH BBH | Burgos-BH BBH            | Burgos-BH BBH |
| ------------- | ------------------------ | ------------- |
| Num           | Coureur                  | Pos           |
| 211           | Ander Okamika (ESP)      | 52e           |
| 212           | Daniel Navarro (ESP)     | AB            |
| 213           | Pelayo Sánchez (ESP)     | AB            |
| 214           | Adrià Moreno (ESP)       | 59e           |
| 215           | José Manuel Díaz (ESP)   | 38e           |
| 216           | Óscar Cabedo (ESP)       | AB            |
| 217           | Victor Langellotti (MON) | AB            |

| TotalEnergies TEN | TotalEnergies TEN        | TotalEnergies TEN |
| ----------------- | ------------------------ | ----------------- |
| Num               | Coureur                  | Pos               |
| 221               | Cristian Rodríguez (ESP) | AB                |
| 222               | Jérémy Cabot (FRA)       | AB                |
| 223               | Víctor de la Parte (ESP) | 40e               |
| 224               | Fabien Grellier (FRA)    | AB                |
| 225               | Alan Jousseaume (FRA)    | 32e               |
| 226               | Pierre Latour (FRA)      | AB                |
| 227               | Paul Ourselin (FRA)      | AB                |